# Мугут (Дзауский район)
Мугут (осет. Мугут, груз. მუგუთი — Мугути) — село в Дзауском районе Южной Осетии.
Расположено к северу от райцентра Дзау на реке Мугутидон, недалеко от впадения в реку Большая Лиахви (к западу от села Хуце).
Основное население составляют осетины. В 1987 году — 30 жителей.

## Топографические карты
- Лист карты K-38-52 Джава. Масштаб: 1 : 100 000. Состояние местности на 1987 год. Издание 1989 г.